# هينوك غويتوم

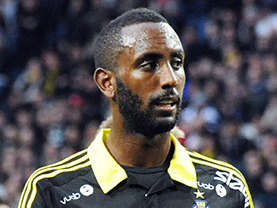

هينوك غويتوم (بالإنجليزية: Henok Goitom)‏ (مواليد 22 سبتمبر 1984 في سولنا - السويد) لاعب كرة قدم سويدي من أصل إريتري، يلعب حاليا لصالح نادي خيتافي الإسباني.

## روابط خارجية
- هينوك غويتوم على موقع الاتحاد الأوربي (الإنجليزية)
- هينوك غويتوم على موقع اتحاد السويد (السويدية)
- هينوك غويتوم على موقع الدوري الأمريكي (الإنجليزية)
- هينوك غويتوم على موقع قاعدة بيانات كرة القدم.إي يو (الإنجليزية)
- هينوك غويتوم على موقع بيانات كرة القدم. دي إي (الألمانية)
- هينوك غويتوم على موقع ناشيونال فوتبول تيمز (الإنجليزية)
- هينوك غويتوم على موقع Soccerbase.com (لاعب) (الإنجليزية)
- هينوك غويتوم على موقع Soccerway.com (الإنجليزية)
- هينوك غويتوم على موقع عالم كرة القدم.نت (الإنجليزية)
- هينوك غويتوم على موقع كووورة